# 火星の観測史

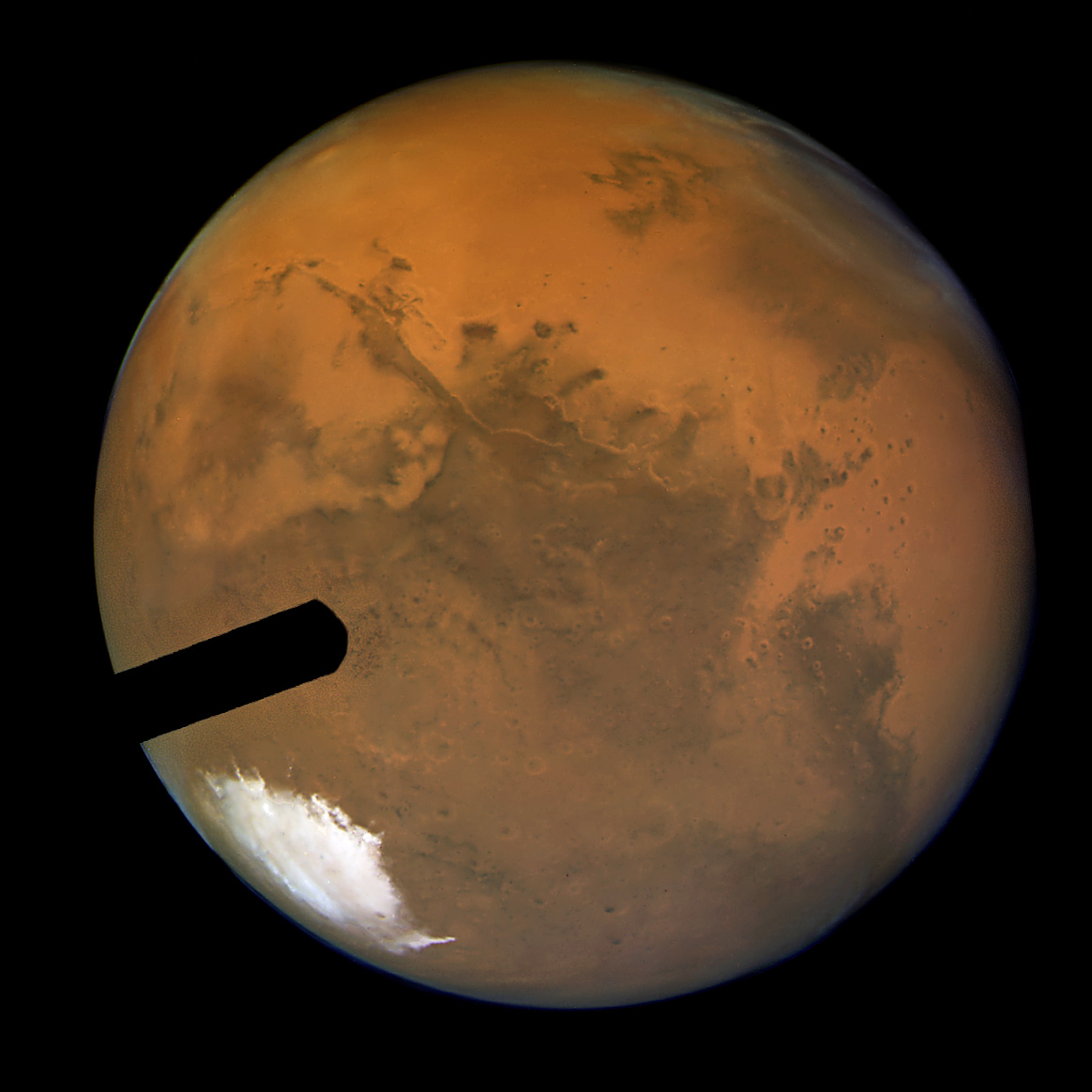
ハッブル宇宙望遠鏡の一番精巧な火星の画像。ACSにより撮影され、1ピクセルあたり約8kmである。

火星の観測史(かせいのかんそくし)とは、火星観測の歴史である。本項目では紀元前2千年紀の古代エジプト天文学から遡って火星の観測史を説明する。

## 概略
中国では周が興る以前に火星の動きが視認されていた。古代バビロニアではバビロニア数学の発展に伴い惑星の位置を予測できるようになり、火星の位置も詳細が分かるようになった。古代ギリシアでは哲学者、天文学者らが天体の動きを説明する天動説を発展させた。ギリシアやインドでは火星の角直径が測定された。16世紀にはニコラウス・コペルニクスが地動説を唱え太陽系においては太陽を中心に円軌道をとるという説が発案された。のちにヨハネス・ケプラーによって火星の正確な観測データから円軌道から楕円軌道に修正された。
17世紀に入ると1610年、ガリレオ・ガリレイにより望遠鏡での観測が初めて行われた。同世紀にアルベド地形が発見され、大シルチスや極冠などが見つかった。また、望遠鏡は惑星の公転周期や赤道傾斜角の測定をもたらした。これらの測定結果は主に火星などの天体が一番接近する衝という地点で出されたデータである。
19世紀では望遠鏡の発展によりアルベド地形の詳細な地図が作られた。これが始めて出版されたのは1840年であり、1877年からは続いて改良が行われた。火星の大気から水の吸収線を見つけたという誤解からは火星の生命存在可能性が公となった。パーシヴァル・ローウェルは火星で人工の運河があると信じた。これらの線形特徴は錯視であると証明され、大気は地球のような環境を保持するには薄すぎると分かった。
火星にある黄色い雲は1870年代から観測されており、ウジェーヌ・アントニアディは砂塵が風に吹かれているからだと提案した。1920年代、火星の表面温度が-85℃から7℃であると測定された。大気は乾燥しており酸素や水は微量しかないことが分かった。1947年、ジェラルド・カイパーは薄い火星の大気に地球の約2倍ほど二酸化炭素を含んでいると示した。火星のアルベド地形の最初の命名はIAUにより1960年採用された。1960年代から多数の宇宙ロボットが火星の軌道周回や表面調査のために打ち上げられた。現在も地球や宇宙空間からの観測が多様な電磁スペクトルを通して観測されている。火星由来の隕石の発見により火星上での化学的条件が調査されている。

## 古代の記録

太陽から見て地球が火星を追い越すと火星は一時的に逆向きに動いてるように見えることがある。

夜空を動く物体として火星は古代エジプトから記録されていた。紀元前2千年紀までに通常の方向から逆向きに移動しているように見える逆行運動が知られていた。火星はラメシアムにあるセティ1世の墓の天井や、セネムットの星図にも描かれている。後者の星図の方は最古の星図として知られており、紀元前1534年の惑星の位置が記されている。
新バビロニアの時代ではバビロンで位置の観測や惑星の天球上の行動の基礎が作られていった。当時の天文学者は火星が79年間に37回公転することや42周黄道を通ることが分かっていた。また、惑星の予測位置の誤差を少なくするためバビロニア数学が使われた。この技術では天球上の惑星の位置から導き出したわけではなく、火星が昇って来る時間の測定によって得られた。
中国における火星の動きや出現の記録は周が興る前から始まり、秦朝までに惑星の合に似た現象が発見された。金星による火星の掩蔽は368年、375年、405年に観測された。惑星の軌道は唐の時代には詳細に分かっていた。
古代ギリシアではメソポタミアの文化から伝来した知識に影響を受け、バビロニアでは火星を戦争と疫病の神であるネルガルに、ギリシアでも戦争の神であるアレースを火星と関連付けた。この時期にはギリシアでは火星への興味があまりなく、著名なヘーシオドスの『仕事と日』にも火星について言及されていない。

## 火星の軌道

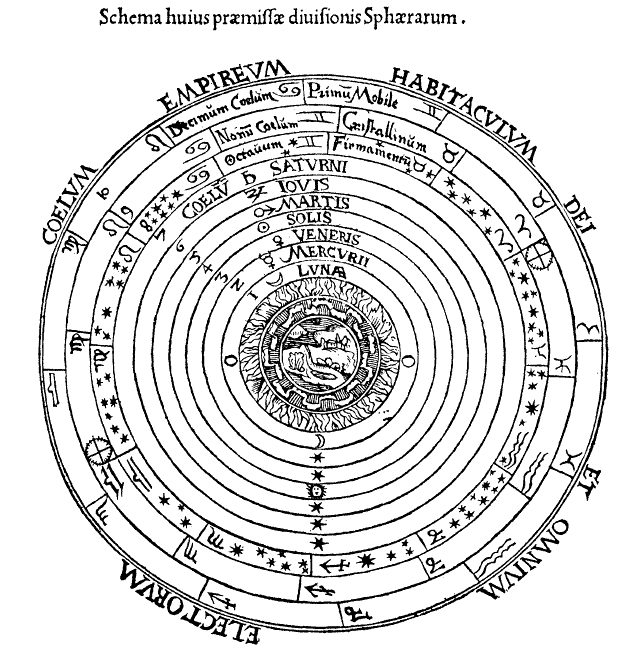
地球を中心とした天動説の宇宙のモデル。

ギリシアでは背景の星と関連のある7つの天体をplanētonと呼び、地球中心に天体が動いているという考え方が展開された。惑星について定義された最古の記述はプラトンが記した『国家』である。彼の目録には地球からの距離が近い順に並べられており、月、太陽、金星、水星、火星、木星、土星、固定された星の順に書かれている。彼のティマイオスという本では天体の順行が距離に依存し遠いほど遅く動くということを提唱した。
プラトンの学徒、アリストテレスは紀元前365年に月による火星の掩蔽を観測した。このことから火星は月からよりも地球からの方が遠いと結論づけた。彼は別の天体の掩蔽もエジプトやバビロニアで観測されていたことに気づいた。アリストテレスはこの証拠を使い惑星の順序を決定した。彼が著した天体論では地球の周りを太陽や月、他の惑星が固定された距離で回っているという宇宙のモデルを提唱した。また、ヒッパルコスは地球の周りにある従円の周りを周転円が回っているという複雑なものに発展させた。
2世紀頃のアエギュプトゥスではクラウディオス・プトレマイオスが火星の軌道の運動の問題に対処するように試みた。火星の観測結果では軌道の速度が一方では他方より40パーセントほど速く、アリストテレスのモデルでの動きが変わることのないという主張に矛盾が生じてしまったのである。そこでプトレマイオスはエカントという点を設け、この点に対して一定の角速度で動くと修正した。また、彼は惑星の順番を月、水星、金星、太陽、火星、木星、土星、固定された星の順であると提案した。プトレマイオスは自身のモデルを『アルマゲスト』に掲載し、西洋の天文学において今後4世紀に渡り信頼のできる専門書となった。
5世紀のインドではSurya Siddhantaという本で火星の角直径が約2分と推測され、地球からの距離は10433000 km(1296600由旬)と推測された。これにより火星の直径は約6070km(754.4由旬)と推定され、現在の6788kmから11%しか誤差がない。しかしこの推測では惑星の角直径の計測が杜撰であり、望遠鏡による測定とのズレが顕著だった。この推測はプトレマイオスが測定した1.57'に影響されたのではないかと言われている。どちらの値も後に望遠鏡で得られた各直径よりかなり大きい。
| ケプラーによる地球を中心として考えたときの火星の動き Astronomia Nova(1609年)                                            | 2013年から2018年の火星の動き |
| これらの図は火星の地球からの方向と距離を表したものである。衝や逆行は約2年ごとに起こり、大接近は約15から17年毎に起こる。 |                              |

1543年にニコラウス・コペルニクスは太陽中心のモデルを考え、『天球の回転について』を出版した。これにおいて金星と火星の間に地球の軌道が設けられた。彼の考えでは火星、木星、土星の逆行についても説明が可能となった。コペルニクスは惑星を太陽からの公転周期により正しい順番で並べ替えることができた。彼の仮説は徐々に受け入れられ、特にエラスムス・ラインホルトがプロイセン表を1551年に出版した後にヨーロッパで広く受け入れられた。
1590年10月13日、ミヒャエル・メストリンは金星による火星の掩蔽を観測した。彼の学徒、ヨハネス・ケプラーはすぐにコペルニクスの考えを支持するようになった。メストリンによる教育が終了した後、ケプラーはデンマークの天文学者、ティコ・ブラーエの助手となった。ティコの観測した火星の記録を見るのが許されるようになるとプロイセン表の代替品を集めた。円軌道での火星の動きでティコの記録と何度も合わせるように試行錯誤した後に、ケプラーは軌道は楕円軌道であり、太陽はその焦点であると気付いた。彼の考えはケプラーの法則への基礎となり1615年から1621年の間にはEpitome Astronomiae Copernicanaeが発行された。

## 望遠鏡による観測
火星は一番大接近するときも角直径が25秒程度であり肉眼では非常に小さく見える。そのため、望遠鏡が発明される前は天球上の位置以外は知られていなかった。イタリアの科学者、ガリレオ・ガリレイは望遠鏡を初めて使った人物である。彼の記録では火星の観測を1610年の9月に始めていたとされる。当時の望遠鏡は惑星の表面を詳細に表示するのは困難だったため、まず火星が金星や月のように部分的に暗い位相を示すのかを確かめた。彼は成功したという自信はなかったが、12月には火星の角直径が小さくなっていることに気付いた。ポーランド天文学者、ヨハネス・ヘヴェリウスは1645年に火星の位相について観測している。

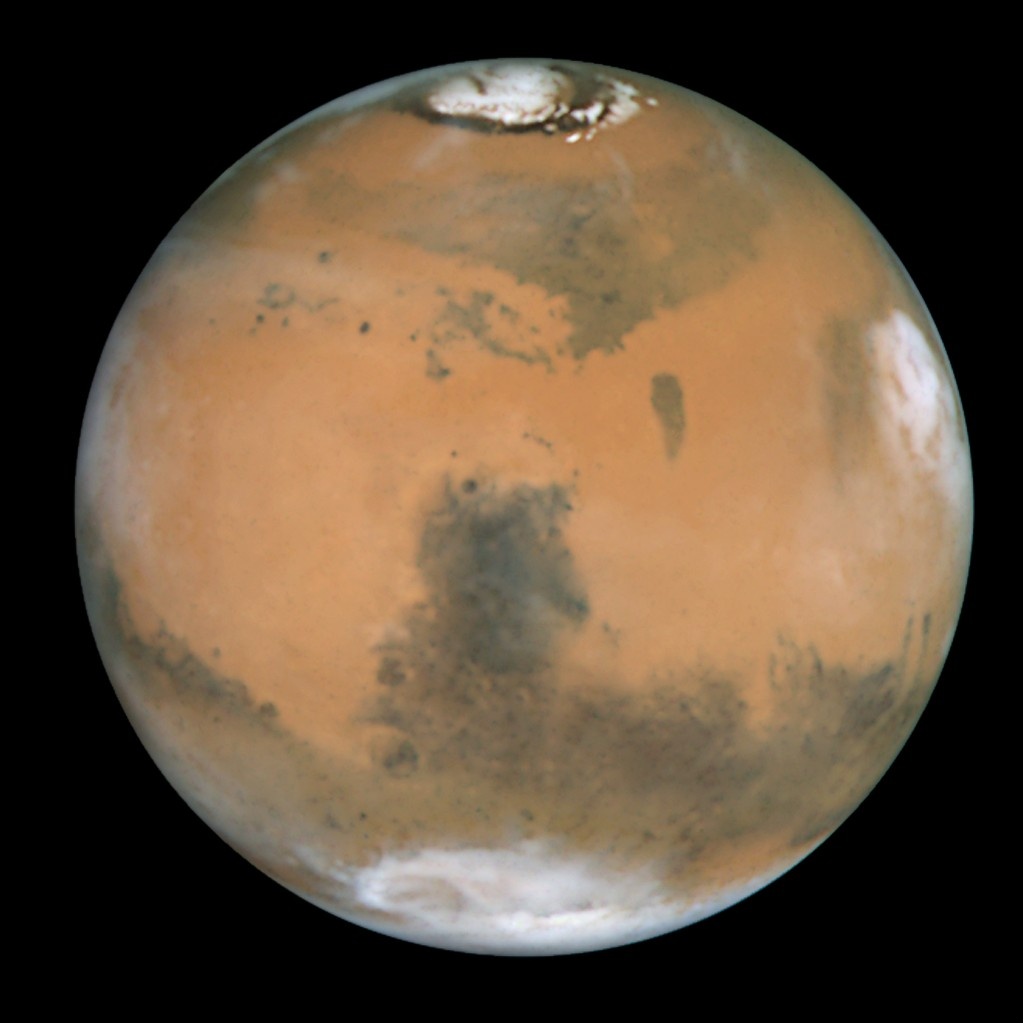
低アルベド地形である大シルチスは地球から見るとだいたい中心にある。
NASA/HST

1644年にイタリアのDaniello Bartoliは火星に2つの暗い斑点があることを報告した。1651年、1653年、1655年の衝のとき、ジョヴァンニ・バッティスタ・リッチョーリと彼の学徒、フランチェスコ・マリア・グリマルディらもアルベド(反射率)の異なる斑点に気付いた。これを火星の地形として最初に図示したのはオランダのクリスティアーン・ホイヘンスである。1659年11月28日にホイヘンスは現在大シルチスとして知られる明らかに暗い地域を図示し、極冠とも思われるものも描いていた。同年、ホイヘンスは火星の自転周期が約24時間であることも導いた。また、彼は火星の直径を地球の60%と概算した。火星の南の極冠を決定的に言及したのは1666年のジョヴァンニ・カッシーニによるものが初めてとされる。同年、彼は火星にある目印を使い自転周期を24時間40分だと突き止めた。これは現在と3分以下の誤差しかない。1672年にはホイヘンスがぼやけて白く見える北の極冠に気付いた。
カッシーニは1671年にパリ天文台長になった後、太陽系の大きさについて考えた。惑星の軌道の大きさはケプラーの第三法則
により相対的な大きさは分かっていたが実際の軌道の大きさは分からずじまいだった。このため火星の位置は恒星では年周視差により位置を変えて測定するのに対し、日周視差を使う方法で測定した。この年には火星が近日点を通り過ぎていており地球からも近かった。南米のカイエンヌでフランスのジャン・リシェが測定しているのと同時にカッシーニとジャン・ピカールはパリからの火星の位置を突き止めた。この観測は使用機器の質が悪かったが、カッシーニによる視差の計算により誤差は10%になった。イギリスのジョン・フラムスティードも同様の測定を試みており、似た結果を得られた。
1704年にイタリアのジャコーモ・フィリッポ・マラルディは火星の南極についての体系的な研究をし、火星の回転により変化があることに気付いた。つまり極冠は極の中心ではないということを示している。彼は極冠の大きさは時間とともに変わっていることにも気付いた。イギリスのウィリアム・ハーシェルは1777年に観測を始め、特に極冠について観測した。1781年に彼は南の極冠が極めて大きくなっているのに気付き、過去12ヶ月の間は暗かったためとみなした。1784年までに南の極冠は小さくなっていったので極冠は火星の季節によって変わり、氷から成っていると考えられた。1781年、彼は火星の自転周期を24時間39分21.67秒と推定し、自転軸との赤道傾斜角を28.5°と測定した。彼は火星には私たちのように暮らすためには注目には値するが大気はあまり濃くはないことに気付いた。1796年から1809年、フランスのホノレ・フレージャーは黄土色のベールが火星表面を覆っていると主張した。火星の黄色い雲や砂嵐を記録したのはこれが初めてであるとされている。

## 地形の観測
19世紀はじめ、光学望遠鏡の大きさ・質の発展により観測能力が進歩した。いちばん注目されたのはドイツのヨゼフ・フォン・フラウンホーファーが発明したアクロマートであり、コマ収差を解決することができた。1812年までにフラウンホーファーは直径190mmのアクロマートの作成に成功した。アクロマートの大きさは屈折望遠鏡の集光力と解像度を決定する主の要因である。1830年、火星が衝の位置にあるとき、ドイツのヨハン・ハインリッヒ・メドラーとヴィルヘルム・ベーアはフラウンホーファーの95mm屈折望遠鏡を用いて火星の調査を始めた。彼らは目印として赤道の8º南にある特徴を選んだ。観測中に彼らは火星の地形が永久的であることを明らかにし、自転周期を正確に測定した。1840年にメドラーは火星の地図を描くために10年もの観測をまとめた。彼らは目印に名前を与えてはおらずSinus Meridianiはaといった風に文字で表した。
1858年、火星が衝の位置の際にイタリアのアンジェロ・セッキは青い三角形のような特徴に気付き、Blue Scorpionと呼んだ。この特徴は1862年にイギリスのノーマン・ロッキャーなどにも観測された。1862年の衝のとき、オランダのフレデリク・カイセルは火星を描いた。彼のイラストとホイヘンスや自然哲学者、ロバート・フックの説明を比較するとカイセルの方が火星の自転周期を精密に計算できていた。彼の出した値は24時間37分22.6秒であり、誤差は10分の1秒程度しかない。
セッキは1863年に初の多色の地図を作った。彼は地形を区別するために有名な探検家の名前を用いた。1869年、彼は2つの暗い直線状の地形を発見し、canali(イタリア語で溝や水路などの意味)と呼んだ。1867年、イギリスのRichard A. Proctor(英語版)は1864年にウィリアム・ドーズが描いた図を利用し詳細な地図を作った。Proctorは明暗による地形(アルベド地形)を火星の観測に貢献した人物にちなみ名付けた。以後10年間ほどでカミーユ・フラマリオンやナサニエル・E・グリーンらにより同等の地図やその用語の体系が作られた。
1862年から1864年、ライプツィヒ大学でカール・フリードリッヒ・ツェルナーは月や惑星、恒星の反射率を測るために光度計を改良した。火星ではアルベドが0.27という結果が出た。1877年から1893年、ドイツのグスタフ・マラーやポール・ケンプらはツェルナーの光度計を用いて火星を観測した。彼らは位相定数が小さいことが分かり、火星の表面は滑らかで大きいでこぼこがないことが分かった。1867年にはフランスのピエール・ジャンサンとイギリスのウィリアム・ハギンズらは火星の大気を調べるために分光器を用いた。両者は火星と月の分光スペクトルを比較した。月のスペクトルには水の吸収線が現れなかったので彼らは火星の大気には水蒸気が存在するということが信じた。この結果は1872年にヘルマン・カール・フォーゲル、1875年にエドワード・マウンダーにより確認されたが後に疑問視された。
1877年、火星は近日点で衝になったため観測に好都合なときがやって来た。イギリスのデービッド・ギルはこの機会にアセンション島で火星の日周視差を測定し、8.78 ± 0.01秒と推定した。この結果を用いて火星と地球の軌道の相対的な大きさに基づき地球から太陽の距離を正確に求められるようになった。彼は火星の大気のせいで端がぼやけて見えるのに気付き、そのせいで正確な惑星の位置を得られないと分かった。
1877年8月、アメリカのアサフ・ホールは二つの火星の衛星をアメリカ海軍天文台で660mm望遠鏡を用いて発見した。二つの衛星の名前、フォボスとダイモスはイギリスにあるイートン・カレッジの理科教師、Henry George Madan(英語版)の提案でホールが選んだ。

## 火星の運河
1877年の衝の際、イタリアのジョヴァンニ・スキアパレッリは22cm望遠鏡を用いて火星の詳細な地図を作ろうとした。彼の地図ではcanaliと呼ばれる地形が明白に含まれていた。これらのcanaliは火星の表面にある長い直線状の地形とされ、彼は地球上の有名な川の名前を名付けた。彼が使った用語canaliは英語圏ではcanalと誤訳された。1886年、イギリスのウィリアム・デニングは線状の地形は自然現象にしては不規則なのに気付いた。しかし、1895年にはイギリスのエドワード・マウンダーにより線状の地形は単に小さい地形の集まりだとして確信づけられた。
1892年、フラマリオンはLa planète Mars et ses conditions d'habitabilitéで火星の溝状構造が人工の運河に似ているため火星で賢い民族が水を分けるために使っていると書いた。彼は火星の住民の存在を主張し、人間よりも発達していると提唱した。
スキアパレッリの観測に影響され、パーシヴァル・ローウェルはローウェル天文台を設立し、30-45cm望遠鏡を設置した。この天文台は1894年、火星の調査のために使われた。彼は火星とそこに住む生命についての本を出版し、世間に影響を与えた。canaliは他の天文学者らにも発見され、当時最大の望遠鏡であるフランスのニース天文台にある38cm望遠鏡を用いてアンリ・J・ペロタンやルイス・トロンらに観測された。
1901年はじめ、アメリカのA.E.ダグラスは火星の運河を撮影しようと試みた。1905年にはアメリカのカール・ランプランドが運河の写真を公表した。これらの結果は広く受け入れられたが、ギリシアのウジェーヌ・アントニアディやイギリスの博物学者、アルフレッド・ラッセル・ウォレスらは単なる錯視だと異議を唱えた。さらに大きな望遠鏡が使われるようになり短く直線状のcanaliが観測された。1909年のフラマリオンによる84cm望遠鏡の観測では不規則な模様は見つかっているがcanaliは見つかっていない。

## 数値の正確化

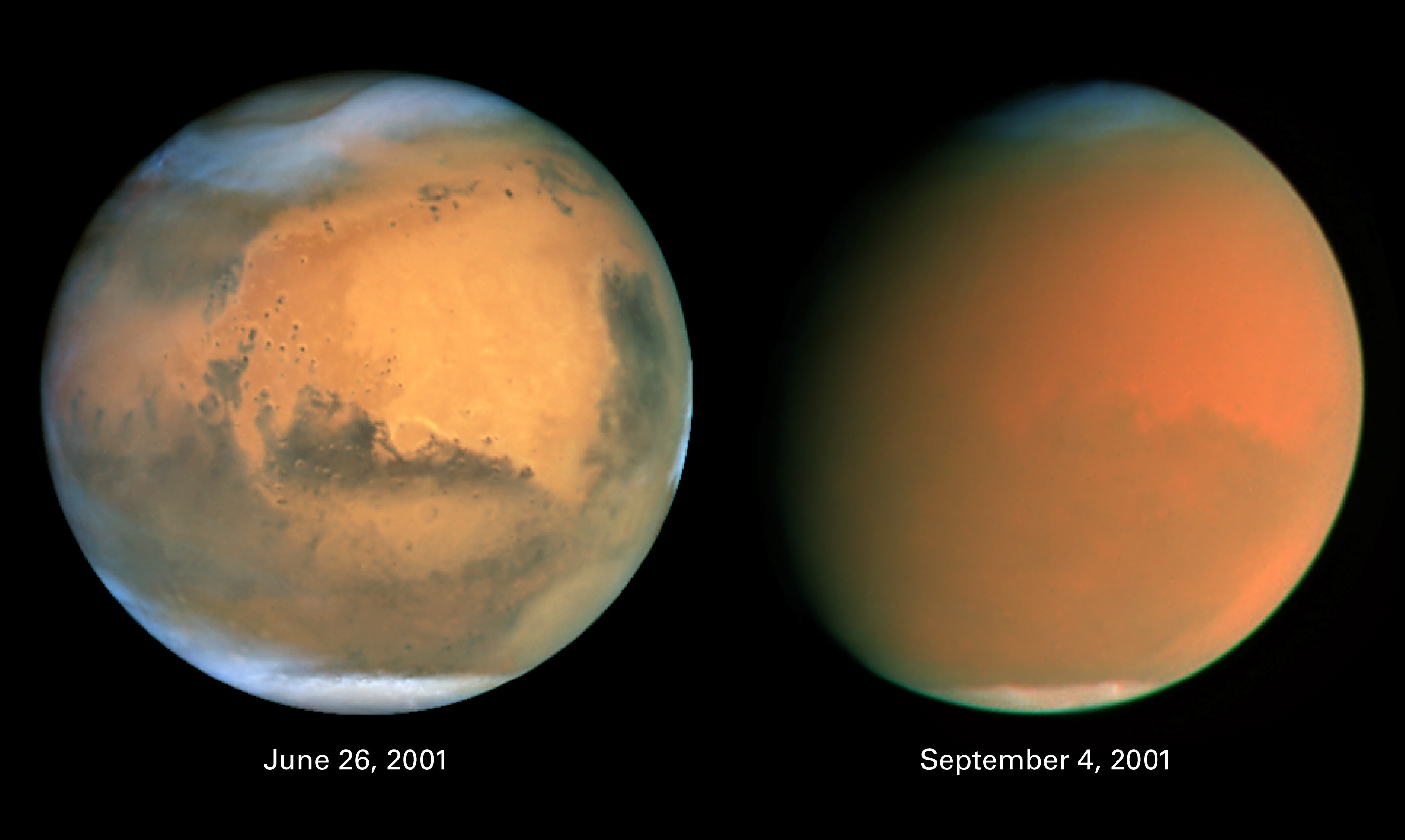
左の画像では火星極付近の薄い雲が見えているが、右の画像では火星の表面で砂嵐が起こりわかりにくい。
NASA/HST

黄色い雲により表面が暗くなることは1870年代スキアパレッリが観測したときから知られていた。1892年と1907年の衝の際はこの雲の証拠が観測された。1909年、アントニアディは黄色い雲がアルベド地形の隠蔽に関与していることに気付いた。彼は火星が太陽に接近していて地球から衝の位置にあるとき、黄色く見えることを発見し、エネルギーを受け取っていると分かった。彼は風により飛ばされた砂や土が雲の原因となっていると提唱した。
1894年、アメリカのウィリアム・ウォレス・キャンベルは火星のスペクトルが月のスペクトルとほぼ一致することに気付き、火星の大気が地球に似ているという考えに疑問が出た。以前火星の大気中から水が検出されたときは悪条件だったと説明され、キャンベルは水が地球の大気から検出されたと突き止めた。彼は極冠に氷があることに賛成していたが水蒸気が検出されるほど大きくないと考えた。キャンベルの考えは物議を醸し、天文学の共同体から批評されたが1925年ウォルター・シドニー・アダムズによって確認された。
ドイツのヘルマン・シュトルーベは扁球型をした火星の重力の影響を決定するために火星の衛星の軌道の変動を観測した。1895年、彼はこのデータを用いて赤道直径が極直径より190分の1ほど大きいことが分かった。1911年、精度が正確になり192分の1と分かった。この結果は1944年、アメリカのエドガー・ウィリアム・ウロードによって確認された。
1924年、ウィルソン山天文台の2.54mフッカー望遠鏡に搭載された真空の熱電対を用いてセス・B・ニコルソンとエジソン・ペティットは火星の表面から放射される熱エネルギーを測定できるようになった。彼らは火星の気温を極で-68℃、中心で7℃に及んでいると突き止めた。同年、アメリカのウィリアム・ウェーバー・コブレンツとカール・ランプランドにより火星の放射測定が行われた。その結果、夜には温度が-85℃にまで落ち、日中と大きく変化することが分かった。火星の雲の温度は-30℃であると測定された。1926年、アメリカのウォルター・シドニー・アダムズは地球と火星の軌道運動によるスペクトル線の赤方偏移を測定し、酸素や水蒸気の大気中の量を測定した。彼は火星には人の住めないような状態が多いと突き止めた。1934年、アダムズとTheodore Dunham, Jr.(英語版)は火星の酸素の量が地球の1%にも満たないことが分かった。
1927年、オランダのCyprianus Annius van den Boschは火星の衛星の運動をもとに火星の質量を決定し、0.2%まで正確だった。この結果は1938年ウィレム・ド・ジッターにより確認された。1926年から1945年、地球近傍小惑星であるエロスを用いてEugene K. Rabe(英語版)は小惑星の摂動から内惑星だけでなく火星の質量を推定することができるようになった。彼の推定では誤差が0.05%ほどしかないが後の確認で彼の結果は他の方法と比較して決定されたものだという説もある。
1920年代、フランスのベルナール・リヨは旋光計を用いて月と火星の表面の性質を調査した。1929年に彼は火星表面から放出される偏光が月から放出されるものに似ていると気付いたが、彼は霜や植生の偏光によるものとして推定した。火星の大気により散乱した太陽光の量をもとに彼は、大気の厚さの上限は地球の大気の厚さの15分の1と設定した。これはつまり気圧は2.4kPa程度になるということである。1947年、赤外線分光器を用いてオランダ系アメリカ人のジェラルド・カイパーは火星の大気中に二酸化炭素を発見した。彼は火星の表面の二酸化炭素の量を地球の2倍と推定した。しかし彼は火星の気圧を高く見積もり過ぎていたため、誤って極冠に二酸化炭素の氷はないと結論づけてしまった。1948年、アメリカの隕石学者Seymour L. HessI(英語版)は火星の薄い雲には4mmの水が必要であり0.1kPaの蒸気圧があると突き止めた。
火星のアルベド地形の最初の命名法は1960年、IAUにより導入され、アントニアディの1929年の地図から128の名前が採用された。1973年、IAUはThe Working Group for Planetary System Nomenclature (WGPSN)を設立し、火星や別の天体への名称の案を統一した。

## リモートセンシング

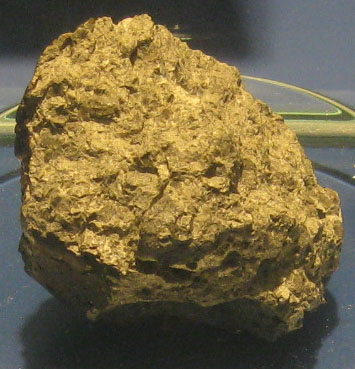
火星の隕石であるアラン・ヒルズ84001の写真。

1969年惑星変動を永続的に監視するためにNASAはInternational Planetary Patrol Programを設立した。この組織は火星上の砂嵐を観測するのに焦点を当てている。この計画でもたらされた画像により季節による火星のパターンが分かり、火星に砂嵐が発生するのは太陽に接近しているときに起こりやすいと発表した。
1960年代から火星の軌道上からの観測や表面の探査のために数々の探査機が打ち上げられた。また、地上からのリモートセンシングや軌道望遠鏡で多種の電磁スペクトルを通して観測が続けられた。これには表面の物質を決定するための赤外線による調査や大気の組成を調べるための紫外線やサブミリ波による調査、風速を調べるための調査などがある。
ハッブル宇宙望遠鏡(HST)は火星の体系的な調査を行い、地球から最高解像度の画像が得られた。HSTは太陽からの角距離が50°あれば惑星の有用な画像を撮影できる。地上のCCDが付けられた望遠鏡では火星の有用な画像を撮影することができ、衝のときは天気の監視が可能となる。
火星からのX線の放出は2001年、チャンドラX線天文台で観測され、2003年にはX線が見られる2つの要因があることが分かった。1つ目の要因は火星の大気の上層部で太陽からの光を散乱していること。2つ目はイオンの荷電交換反応によるものである。2つ目の方はXMM-Newtonにより火星の半径の8倍遠いところでも観測された。
1983年、シャーゴッティ隕石とnakhlite(英語版)とChassigny(英語版)(3つの頭文字とってSNCグループという)は分析により火星起源の隕石であると判明した。。1984年にはアラン・ヒルズ84001が南極で発見され、火星起源と言われるがSNCグループとは完全に違った組成を持っている。1996年、この隕石が火星の微小なバクテリアの化石を含んでいる可能性があると公表された。しかしこれに関してはまだ議論途中である。また、地球で発見された火星隕石の化学分析によると火星表面付近の温度は40億年間に渡って氷点下だった可能性もある。

## 観測による画像

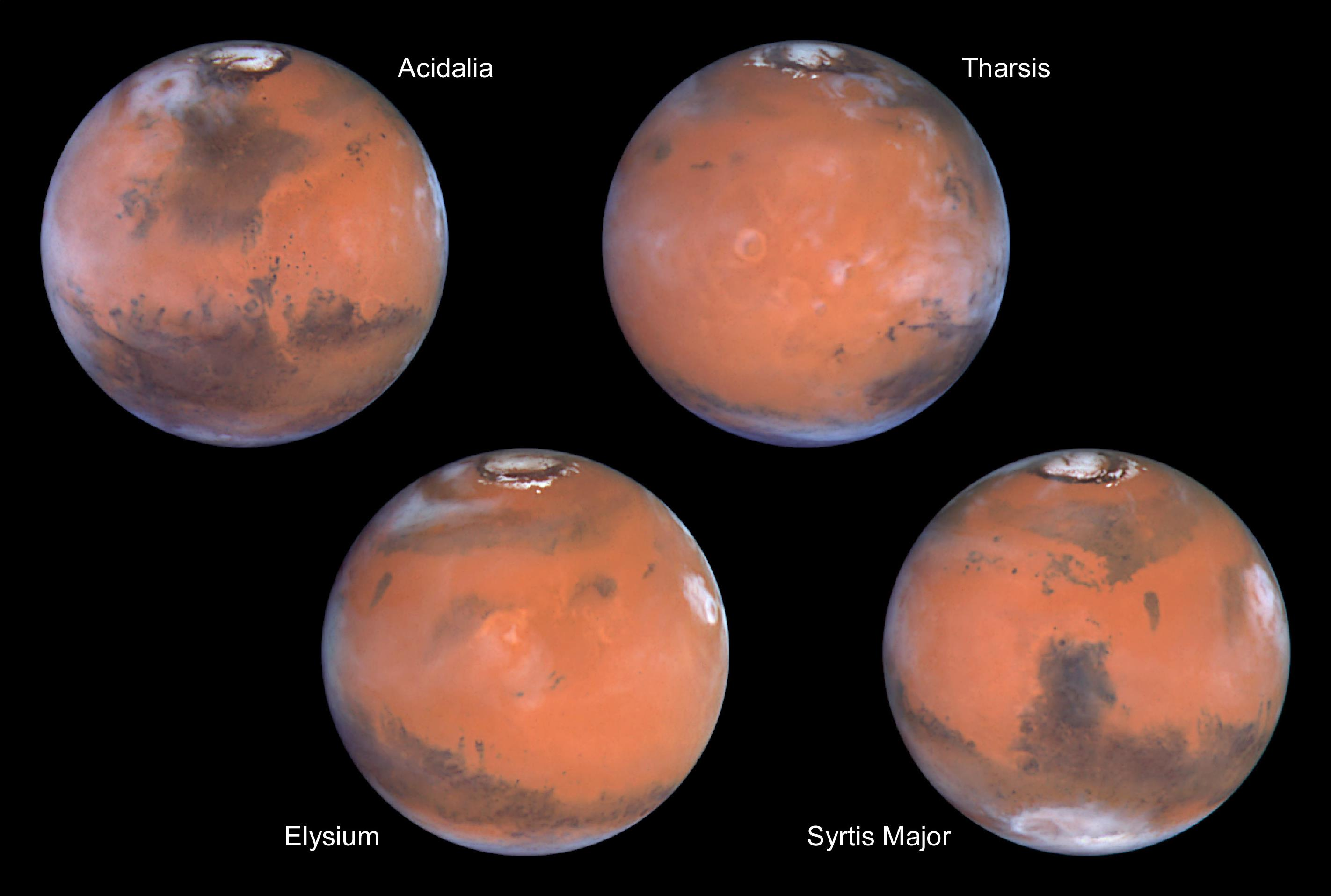
1999年の衝の際に観測された火星。

2018年の衝の際の火星。大気は砂嵐で覆われており、太陽光発電で動く探査車には甚大な被害を及ぼす。